# 竹崎季長
竹崎 季長（たけさき すえなが / たけざき すえなが、寛元4年〈1246年〉- 元亨4年(1324年以降？）は、鎌倉時代中期の武士。鎌倉幕府御家人。元寇における自身の戦いが描かれた『蒙古襲来絵詞』で知られる。

## 生涯
肥後国竹崎郷（現熊本県宇城市松橋町）の出身。菊池氏の一族 であるが、同族内の所領争いに敗れて没落した。文永11年（1274年）、元の第一次侵攻である文永の役（元寇）では、日本軍の総大将・少弐景資が陣を敷く息の浜に主従五騎のみで参陣した。即ち季長本人、姉婿の三井三郎資長、旗指の三郎二郎資安、郎従の藤源太すけみつ、中間一騎の計五騎である。総大将・景資は息の浜に陣を敷き、元軍が赤坂から博多に押し寄せてくれば、一斉に元軍に騎射を射かける計画であった。しかし、季長は景資に、元軍に対して先駆けを行うことを申し出て、景資もそれを許可した。季長は手勢五騎で元軍の方に向かった。途中の赤坂では既に肥後国御家人・菊池武房率いる武士団が元軍を破り（赤坂の戦い）、多くの元兵の首を打ち取っていた。季長は武房ら武士団が帰陣するところに遭遇する。季長は赤坂の戦いで敗走した元軍を追って、鳥飼潟まで進出した。麁原山に陣を敷く元軍も鳥飼潟に進出したため、季長は先駆けを行う。しかし、季長以下三騎が負傷し、危機的な状況に陥ったが、後続から肥前国御家人・白石通泰や同国御家人・福田兼重ら日本軍が到着して、元軍を破った（鳥飼潟の戦い）。破れた元軍は麁原山や百道原へと敗走した。戦闘は日が暮れたのを機に終結し、後日の戦闘続行を困難と判断した元軍はその夜に博多湾から撤退し、文永の役は終結する。

季長の武功は負傷したのみであり、戦功とは認められなかったかあるいは事務的な手違いで報告されておらず、恩賞も与えられなかったと言われている。季長は「先駆の功を認めてほしい」と、建治元年（1275年）6月に馬などを処分して旅費を調達し、鎌倉へ赴いて幕府に直訴する。同年8月には恩賞奉行である安達泰盛との面会を果たし、恩賞地として肥後国海東郷（現熊本県宇城市海東地区）の地頭に任じられた。

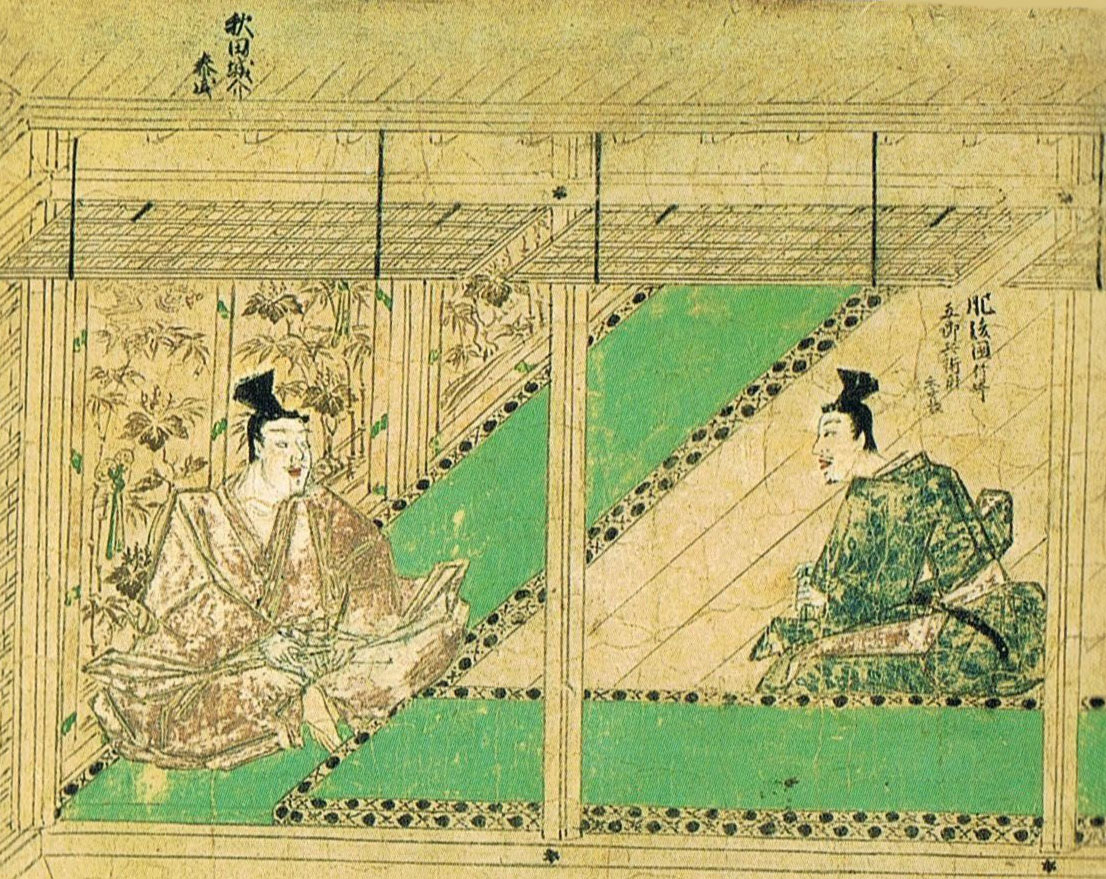
『蒙古襲来絵詞』より鎌倉の安達泰盛邸で先駆けの功を訴える季長（右）

弘安4年（1281年）、第二次侵攻である弘安の役では、肥後国守護代・安達盛宗（泰盛の子）の指揮下において、志賀島の戦いや御厨海上合戦で敵の軍船に斬り込み、元兵の首を取る等の活躍をして軍功を挙げ、多大な恩賞を与えられた。戦後の永仁元年（1293年）には元寇における自らの武功や鎌倉へ赴く事情などを中心に『蒙古襲来絵詞』（竹崎季長絵詞）を描かせ、甲佐大明神へ奉納した。
永仁元年（1293年）、菩提寺・塔福寺を建立して出家し、法喜と号する。同年、所領の郷社に対して祭田・修理田・出挙などに関する7か条の置文を定め、正和3年（1314年）には更に18か条の置文を改めて制定した。元亨4年（1324年）3月4日、海東神社に対して修理費用として銭162貫文、米67石、田1町を寄進した記録が残っているが、以降の消息は不明。
熊本県宇城市小川町東海東の塔福寺に葬られた。また、同市小川町北海東にも季長のものとされる墓があり、平原公園として整備されている。
大正時代、元寇において前線で命を張った指揮官にも栄誉を与えるべきではないかという議題が持ち上がり、大正3年（1914年）11月の大嘗会で、従三位という高位を追贈された。したがって季長への敬称は「竹崎季長卿」である。

## 竹崎季長の墓
明治27年（1894年）、竹崎季長のものとされる墓が熊本県宇城市小川町北海東に確認された。墓の周辺は、「平原公園（ひらばるこうえん）」として植樹・整備され、大正5年（1916年）に、下益城郡教育会により記念碑が建立された。記念碑には、熊本県出身の清浦奎吾内閣総理大臣による碑文や、東郷平八郎海軍元帥の筆により「弓せんのみちすすむをもてしやうとす」とある。
- 住所 - 熊本県宇城市小川町北海東平原
- 駐車場 - 無料、約10台

## 竹崎神社跡

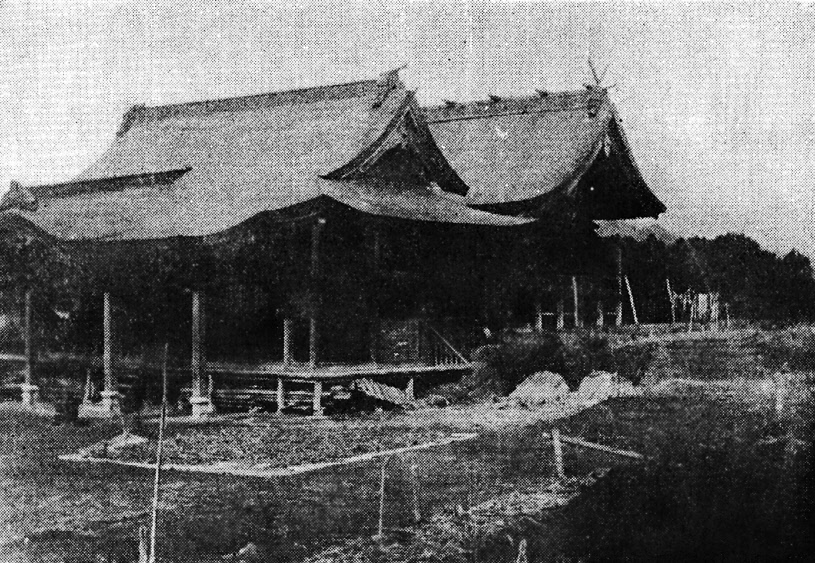
竹崎神社社殿（昭和20年代）

竹崎季長を主祭神とする竹崎神社が、熊本県宇城市小川町東海東弦巻にあった。昭和5年（1930年）に創設発起、昭和14年（1939年）に認可、昭和20年（1945年）に起工、昭和26年（1951年）に竣工、創建された。宮司は広田哲堂。
しかし、昭和40年（1965年）の大型の台風により社殿等が倒壊し衰退、廃社となった。現在は、旧境内の入り口付近にある社名を冠した鳥居や、小さな祠等が残るのみとなっている。

## 竹崎城跡
竹崎季長の出自については、菊池氏の一族である竹崎氏であるという説が有力である。季長の生誕地であると伝わる熊本県宇城市松橋町竹崎には、季長の居城跡と伝えられる竹崎城跡が所在する。
- 所在地 - 熊本県宇城市松橋町竹崎
- 駐車場 - 無料、数台

## 関連作品
- 映画『国難』（1920年）（演：市川七蔵）
- 小説『蒙古来る』 海音寺潮五郎 (読売新聞) (1953年)
- 映画『日蓮と蒙古大襲来』（1958年）（演：伊達三郎）
- NHK大河ドラマ『北条時宗』（2001年）（演：うじきつよし）
- 小説『蒙古合戦の勇将 竹崎季長』奥田瓶人（文芸社）（2013年）
- 小説『異国合戦 蒙古襲来異聞』岩井三四二（講談社）（2014年）
- 小説『白狐魔記 蒙古の波』斎藤洋
- 漫画『アンゴルモア 元寇合戦記 博多編』（2013年〜連載中）たかぎ七彦